# Festeburgkirche
Die Festeburgkirche ist eine evangelische Kirche in Frankfurt am Main-Preungesheim.

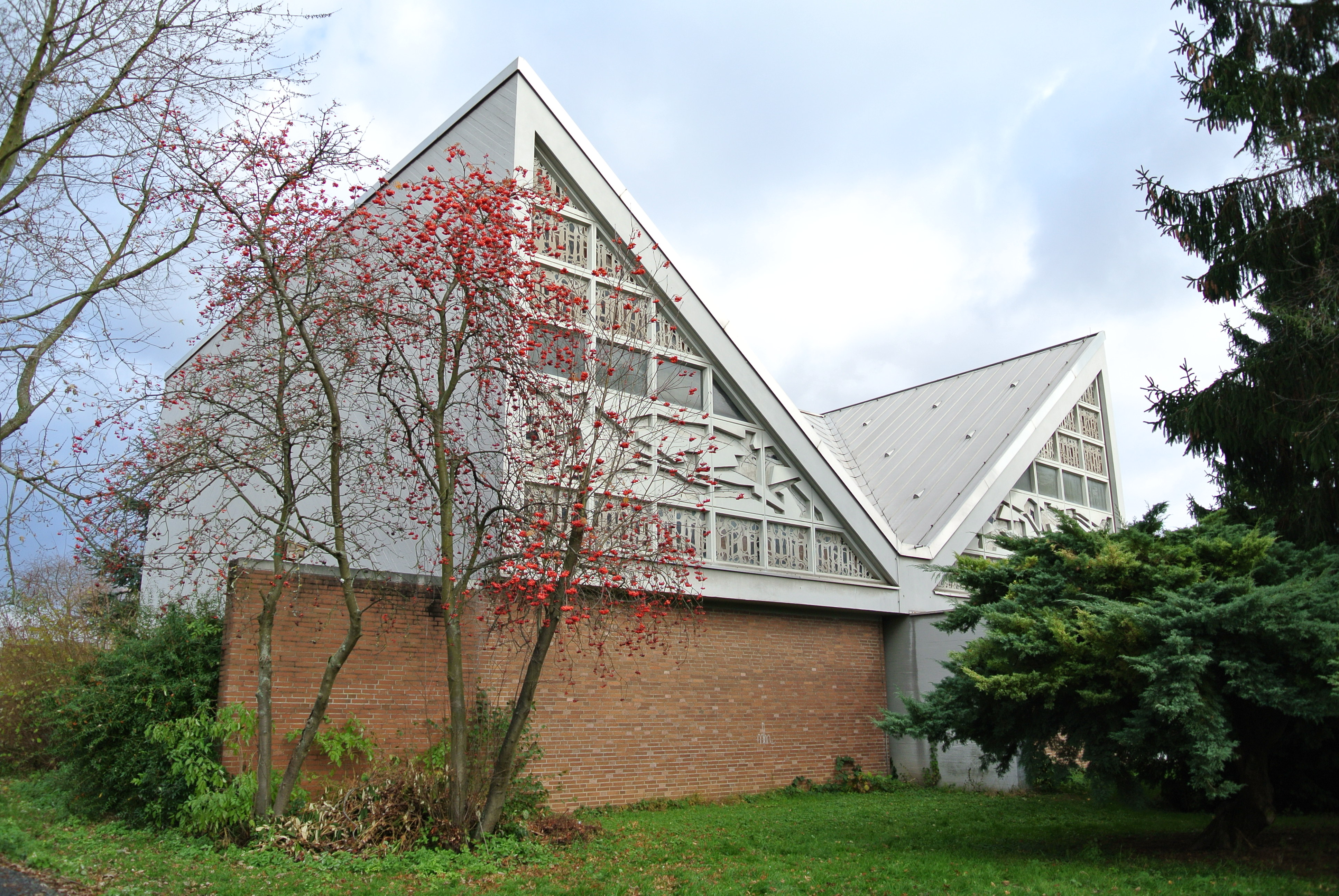
Festeburgkirche von außen

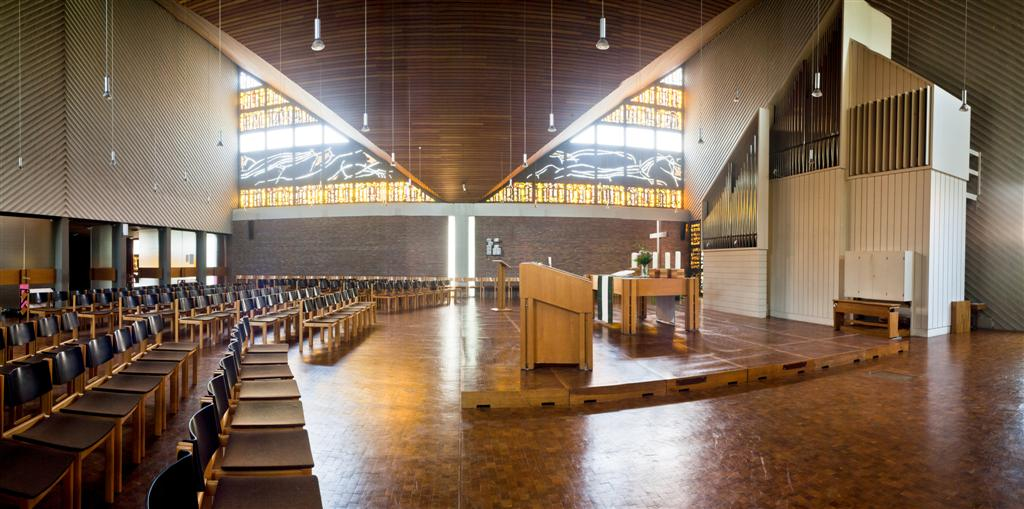
Innenansicht

## Geschichte
Die Kirche wurde nach einem Entwurf der Architekten Horst Römer und Helmut Baumgart erbaut und am 5. Juli 1969 eingeweiht. Ursprünglich auch als Konzertkirche für die noch zu errichtende Landeskirchenmusikhochschule Hessen geplant, verfügt die Festeburgkirche über eine exzellente Akustik für kirchen- und Kammermusik, die durch ihre freitragende Bauweise und die Verwendung von Beton, Backstein, Glas und Eichenparkett erzielt wird, und über einen eigens eingebauten  Tonstudioregieraum. Rundfunkanstalten, Tonträgerunternehmen, Tonmeister und namhafte Musiker schätzen und nutzen die Festeburgkirche daher für ihre Musikaufnahmen. Darüber hinaus ist die Festeburgkirche eine beliebte Veranstaltungsstätte für kammermusikalische Konzerte. Der Freundeskreis für geistliche Musik Preungesheim e. V. organisiert dort die Kammermusikreihe der Festeburgkonzerte. Initiator war 1976 mit anderen der Klavierbaumeister Ernst Kochsiek, der lange die künstlerische Leitung innehatte. Aktuell (Stand September 2021) ist Professorin Angelika Merkle die künstlerische Leiterin der Festeburgkonzerte.
Am 1. Januar 2021 übertrug das ZDF den Neujahrsgottesdienst aus der Festeburgkirche. Wegen der COVID-19-Pandemie in Deutschland musste er kurzfristig aus der Dresdner Frauenkirche nach Frankfurt verlegt werden. Im Mittelpunkt des Gottesdienstes stand die Jahreslosung für 2021. Die Predigt hielt der hannoversche Landesbischof Ralf Meister, die Liturgie Pfarrerin Angelika Behnke aus der Frauenkirche. Für die musikalische Begleitung sorgten Kirchenmusiker der EKHN.

## Flügel
Für Konzerte und Aufnahmen verfügt die Kirche über einen Steinway-Konzertflügel D 274.

## Orgel
Die Festeburgkirche verfügt über eine Orgel mit 25 Registern, verteilt auf zwei Manuale und Pedal. Sie wurde von den Werkstätten für Orgelbau Werner Bosch, Sandershausen erbaut und im Sommer 1970 an der Westseite des Kirchenraumes aufgestellt.
| I Schwellwerk C–g3 |             |                |
| 1.                 | Gedackt     | 8′             |
| 2.                 | Prinzipal   | 4′             |
| 3.                 | Koppelflöte | 4′             |
| 4.                 | Nasat       | 2 ⁄3′          |
| 5.                 | Waldflöte   | 2'             |
| 6.                 | Hörnlein II | 1 3⁄5′ + 1 ⁄7′ |
| 7.                 | Sifflöte    | 1′             |
| 8.                 | Scharff IV  | 2⁄3′           |
| 9.                 | Krummhorn   | 8′             |
|                    | Tremulant   |                |

| II Hauptwerk C–g3 |                |                |
| 10.               | Quintade       | 16′            |
| 11.               | Prinzipal      | 8′             |
| 12.               | Rohrflöte      | 8′             |
| 13.               | Gambe          | 8′             |
| 14.               | Oktave         | 4′             |
| 15.               | Kl. Gedackt    | 4′             |
| 16.               | Sesquialter II | 2 ⁄3′ + 1 3⁄5′ |
| 17.               | Oktave         | 2′             |
| 18.               | Mixtur IV-VI   | 1 ⁄3′          |
| 19.               | Trompete       | 8′             |
|                   | Tremulant      |                |

| Pedalwerk C–f1 |                |       |
| 20.            | Subbaß         | 16′   |
| 21.            | Oktavbaß       | 8′    |
| 22.            | Gemshorn       | 4′    |
| 23.            | Rohrpfeife     | 2′    |
| 24.            | Mixtur VI      | 2 ⁄3′ |
| 25.            | Stille Posaune | 16′   |

- Koppeln: II/I, I/P, II/P

## Betonglasfenster
Architektonisch zeichnet sich die Festeburgkirche durch ihre enge Verbindung von Bau- und Glaskunst aus. Die Betonglasfenster entwarf der Maler, Grafiker und Glasbildner Johannes Schreiter. Der Zyklus lässt verschiedene Deutungen zu – vom Zug der Gläubigen zu Predigt und Sakrament bis hin zu den Notenzeichen der hier gepflegten Kirchenmusik. Die Fenster gelten als Frühwerk und eines der seltenen Betonglasfenster des Künstlers.

## Glockenturm
Zum Gebäudekomplex gehört ein 29 Meter hoher Glockenturm, der noch heute die Silhouette des Stadtteils mit bestimmt. Der Glockenturm beherbergt ein sechsstimmiges Geläut mit der Tonfolge f' b' c" es" f" as". Der Glockenguss erfolgte in der Karlsruher Glockengießerei Gebrüder Bachert.